# Xã Allison, Quận Lyon, Iowa
Xã Allison (tiếng Anh: Allison Township) là một xã thuộc quận Lyon, tiểu bang Iowa, Hoa Kỳ. Năm 2010, dân số của xã này là 246 người.